# Кулёмин, Николай Владимирович
Николай Влади́мирович Кулёмин (род. 14 июля 1986, Магнитогорск, Челябинская область) — российский хоккеист, нападающий. Заслуженный мастер спорта России (2012).
Выступал за национальную сборную России на чемпионатах мира 2006, 2007, 2010, 2011, 2012, 2014, 2015 годов. Чемпион мира 2012 года, 2014 года. Серебряный призёр 2010, 2015 годов и бронзовый призёр 2007 года.

## Карьера

### Начало карьеры

#### «Металлург» Магнитогорск
Воспитанник хоккейной школы «Металлурга». Дебютировал за основной состав в сезоне 2005/06 и был признан лучшим новичком сезона. Во втором сезоне забросил 27 шайб в 54 играх и набрал 39 очков. По итогам регулярного чемпионата был признан главными тренерами команд лучшим игроком и получил приз «Золотая клюшка». В этом же году «Металлург» стал чемпионом России, обыграв в финале плей-офф казанский «Ак Барс» в пяти матчах (3:2), а Николай забросил 4 шайбы в финальной серии. В следующем году «Металлург» не смог отстоять титул, проиграв в полуфинале ярославскому «Локомотиву» в трёх матчах, а Кулёмин в 11 матчах плей-офф набрал 4 очка (2 гола и 2 передачи).

### НХЛ

#### «Торонто Мейпл Лифс»

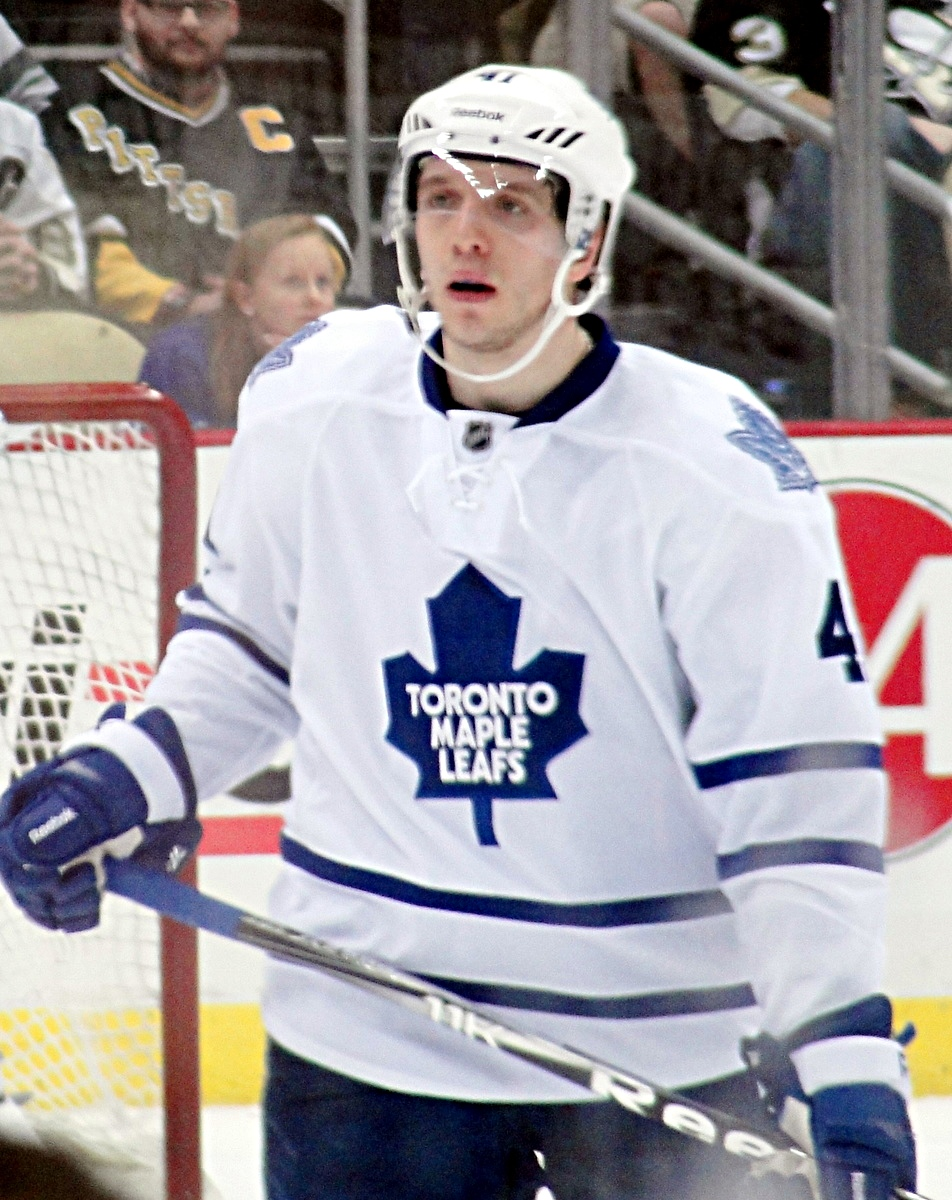
Кулёмин в 2012 года

На драфте НХЛ в 2006 году был выбран во втором раунде под 44-м номером. Права на игрока получила команда «Торонто Мейпл Лифс».
25 мая 2007 года подписал 3-летний контракт с «Торонто». В первом сезоне в НХЛ играл в одном звене с Михаилом Грабовским и Никласом Хагманом. Ближе к концу сезона вместо Хагмана играл Алексей Поникаровский, который помогал Николаю не только набирать очки, но и освоиться в Канаде. Первый гол в НХЛ Кулёмин забросил в своём первом матче в ворота Криса Осгуда в игре с «Детройт Ред Уингз» 9 октября 2008 года, а «кленовые листья» победили 3:2.
2 июля 2010 года «Торонто» продлил контракт с форвардом на 2 года на $ 4,7 млн. В сезоне 2010/11 Кулёмин стал вторым игроком из России, сумевшим забросить 30 шайб за «Мейпл Лифс», после Александра Могильного.
20 июля 2012 года продлил контракт с канадским клубом ещё на 2 года с окладом $ 2,8 млн за сезон.
Во время локаута в НХЛ вернулся в Магнитогорск и, играя в одном звене с Евгением Малкиным и Сергеем Мозякиным, набрал 38 очков (14+24) в 36 играх.
После окончания локаута и возвращения в «Торонто» за 2 сезона забросил лишь 16 шайб и набрал 43 очка.

#### «Нью-Йорк Айлендерс»
После 6 лет в составе «Торонто Мейпл Лифс» 2 июля 2014 года подписал 4-летний контракт с «Нью-Йорк Айлендерс» на сумму $ 16,75 млн. Вместе с «Айлендерс» дважды выходил в плей-офф. В последнем сезоне получил тяжёлую травму верхней части тела, сыграв лишь в 13 встречах, и пропустил остаток сезона.

### Возвращение в Россию

#### «Металлург» Магнитогорск
4 июля 2018 года 31-летний Кулёмин подписал 3-летний контракт с магнитогорским «Металлургом», зарплата составила 200 млн рублей.
За три сезона провёл в «Металлурге» 131 матч в регулярных сезонах КХЛ и набрал 62 очка (34+28). В плей-офф выступал неудачно — 2 очка (0+2) в 23 матчах.

#### «Салават Юлаев»
27 августа 2021 года 35-летний Кулёмин подписал контракт с «Салаватом Юлаевым». В первом же матче за «Салават» в КХЛ 3 сентября 2021 года сделал хет-трик в ворота «Барыса» (5:1).
В первых двух сезонах сыграл за «Салават» 113 матчей и набрал 55 очков (27+28). В плей-офф в 16 матчах набрал 4 очка (4+0).
26 января 2024 года в возрасте 37 лет и 6 месяцев сделал хет-трик в ворота «Амура» (3:0). Это пятый случай в истории КХЛ (и второй за последние 11 лет), когда игрок делает хет-трик в матче, где никто больше не забивает. Это был третий хет-трик Кулёмина в КХЛ и второй в составе «Салавата». Кулёмин стал 8-м хоккеистом в истории КХЛ, сделавшим хет-трик в возрасте 37 лет и старше. В сезоне 2023/24 набрал 25 очков (13+12) в 46 матчах.

### Попытка вернуться в НХЛ
В начале сентября 2024 года 38-летний Кулёмин подписал пробный контракт с «Оттавой Сенаторз». Однако в итоге «Оттава» после истечения пробного контракта в конце сентября не стала подписывать долгосрочный контракт с Кулёминым.

## Достижения
- Чемпион мира по хоккею среди юниоров 2004.
- Серебряный призёр чемпионата мира по хоккею среди молодёжных команд 2006.
- Чемпион мира 2012, 2014.
- Серебряный призёр 2010, 2015.
- Бронзовый призёр 2007.
- Чемпион России 2007.

## Статистика
| Легенда | Легенда                    | Легенда | Легенда                   | Легенда | Легенда    |
| ------- | -------------------------- | ------- | ------------------------- | ------- | ---------- |
| И       | Количество проведённых игр | Штр     | Штрафное время            | +/−     | Плюс-минус |
| Г       | Голы                       | П       | Голевые передачи          | О       | Очки       |
| -       | Статистика неизвестна      | —       | Статистика не учитывалась |         |            |